# 神郷村 (長野県)
神郷村（かみさとむら）は長野県上水内郡にあった村。現在の長野市豊野地区の西半にあたる。

## 地理
- 河川：浅川

## 歴史
- 1889年（明治22年）4月1日 - 町村制の施行により、南郷村・石村・豊野村の一部（福井組・番匠屋敷組・狐沢組を除く）の区域をもって発足。
  - 豊野村の残部は牟礼村（第1次）の一部（現・飯綱町豊野）となる。
- 第二次世界大戦後 - 戦災、引揚者などによる開拓が行われた。1947年（昭和22年）、県下に昭和天皇の戦後巡幸が行われた際には、村内から出た長野県開拓帰農組合連合会会長が会釈を賜る機会を得た[1]。
- 1954年（昭和29年）7月1日 - 鳥居村と合併して豊野村が発足。同日神郷村廃止。

## 交通

### 鉄道路線
- 日本国有鉄道
  - 信越本線
  - 飯山線
    - 豊野駅